# Strahlflugzeug

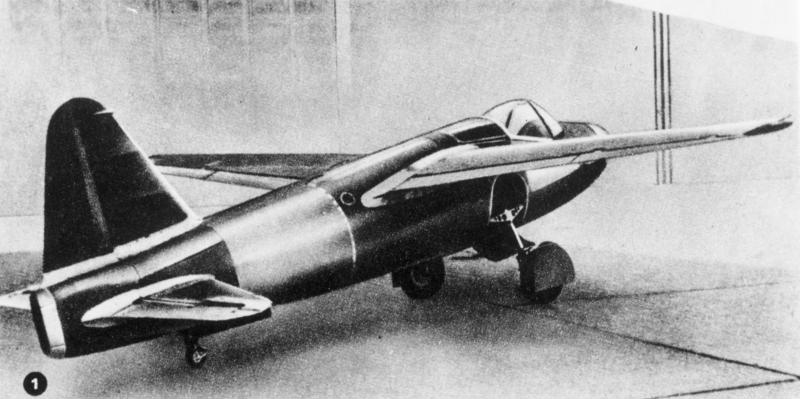
Die Heinkel He 178, erstes Strahlflugzeug

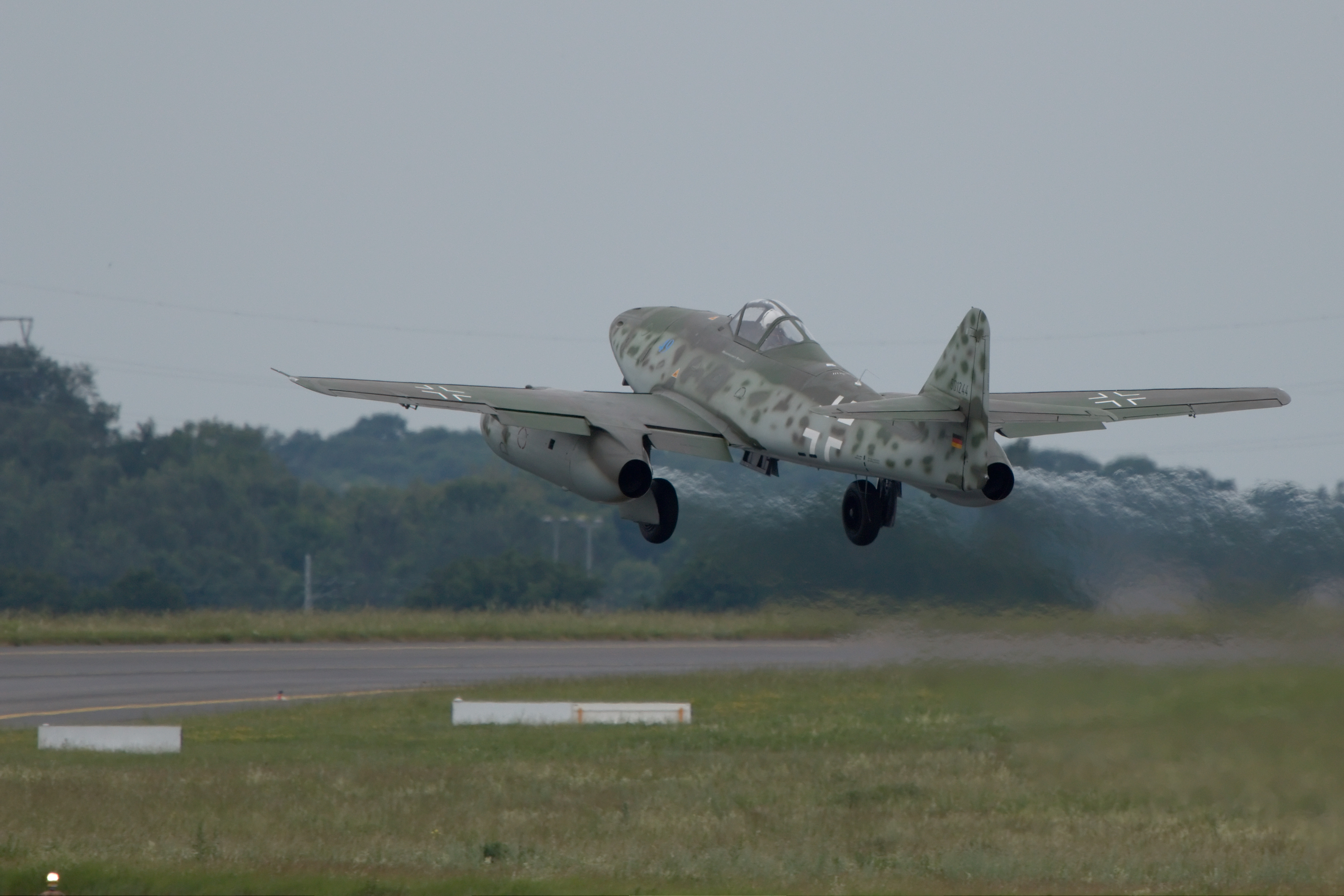
Me 262 mit außenliegenden Strahltriebwerken unter den Tragflächen

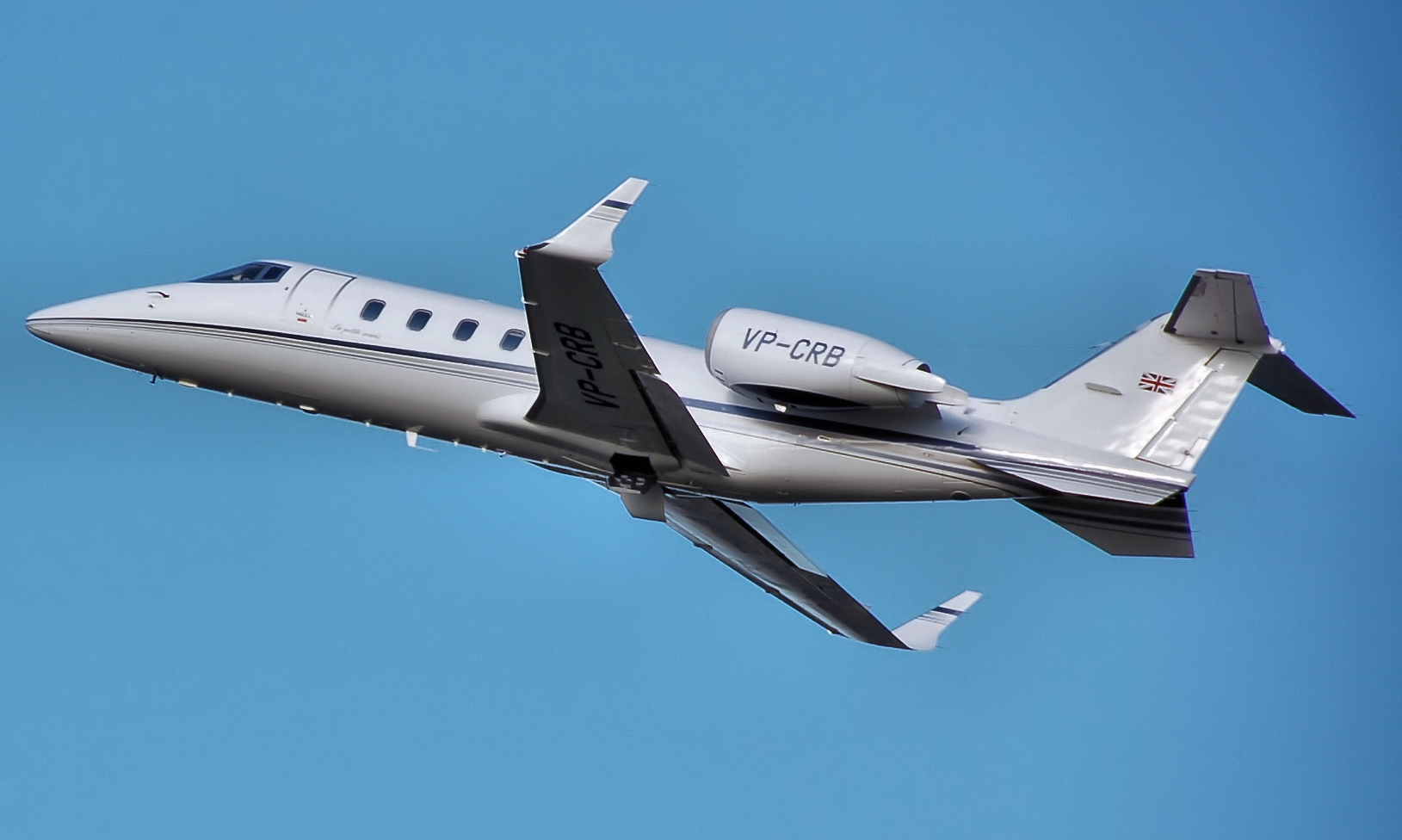
Modernes Learjet 60 Geschäftsreiseflugzeug mit außenliegenden Strahltriebwerken

Strahlflugzeuge sind Flugzeuge, die mit Strahltriebwerken durch Rückstoßantrieb fliegen. Umgangssprachliche Ausdrücke sind Düsenflugzeug, Düsenjet und Jet.

## Geschichte

### Anfänge
Das erste Flugzeug mit einer Mischung aus Strahl- und Kolbentriebwerk, die Coanda-1910, wurde 1910 von dem rumänischen Ingenieur Henri Marie Coandă gebaut. Es wurde auf der zweiten internationalen Luftfahrtausstellung in Paris im Oktober 1910 vorgestellt, verunglückte jedoch im Dezember 1910. Das Konzept wurde daraufhin zunächst nicht weiter verfolgt.
Die ersten Strahlflugzeuge wurden ab 1936 mit den Triebwerken von Hans Joachim Pabst von Ohain und Frank Whittle für das Militär entwickelt. Das Triebwerk von Whittle lief erstmals am 12. April 1937, wenige Wochen nach dem Prüfstand-Erstlauf des Motors von Hans von Ohain. Sie flogen erstmals in Deutschland (Heinkel He 178 am 27. August 1939 in Rostock-Marienehe), in Italien am 28. August 1940 (Campini-Caproni C.C.2) und in Großbritannien am 15. Mai 1941 (Gloster E.28/39). Der erste Düsenjäger der Welt, der militärisch eingesetzt wurde, war die in Deutschland entwickelte Messerschmitt Me 262, die ab April 1944 einer Umschulungseinheit zulief und am 26. Juli 1944 erstmals eine britische Mosquito angriff. Die britische Gloster Meteor stand ab Juli 1944 im regulären Staffeleinsatz.

### Nachkriegszeit
Nach 1945 wurden Strahlflugzeuge auch für die zivile Luftfahrt konstruiert. Als erste Fluggesellschaft setzte die BOAC die De Havilland DH.106 Comet ein, die am 27. Juli 1949 ihren Erstflug hatte und ab 1952 zu Linienflügen startete. Nach einer Serie von drei Unfällen in den Jahren 1953 und 1954 suchte und fand man Erkenntnisse, die generell allen Strahlflugzeugen wie der nachfolgenden Tupolew Tu-104 (ab 1956 im Einsatz), Boeing 707 (ab 1958 im Einsatz) und Douglas DC-8 (ab 1959 im Einsatz) zugutekamen.
Die Comet wurde überarbeitet.

In Dresden (damals DDR) entwickelte der VEB Flugzeugwerke Dresden (FWD) 1958 bis 1961 das erste zivile deutsche Strahlflugzeug, die 152, und baute drei Prototypen. Der erste Prototyp stürzte am 4. März 1959 ab. Die Sowjetunion gab bekannt, nicht (wie zeitweise beabsichtigt) 100 dieser Flugzeuge zu bestellen; Tupolew baute 1956 bis 1960 201 Tu-104.
FWD stellte die begonnene Serienproduktion der 152 schließlich ein.
Am 26. April 1948 gelang der erste Überschallflug mit einem strahlgetriebenen Jagdflugzeug, der F-86 Sabre. Der erste Überschallflug überhaupt war am 12. Oktober 1947 gelungen, allerdings mit einem Raketenflugzeug, der Bell X-1. Seit dieser Zeit werden Jagdflugzeuge in der Regel als strahlgetriebene Überschallflugzeuge entwickelt.

### Weitere Entwicklung
Spätere Meilensteine der Zivilluftfahrt waren die Großraumflugzeuge Boeing 747, unter dem Namen Jumbojet ab 1970, sowie die dreistrahligen Typen McDonnell Douglas DC-10 (1971) und Lockheed L-1011 TriStar (1972), deren Größe erst ab 2007 durch den zweistöckigen Airbus A380 übertroffen wurde. Die französisch-britische Concorde war das einzige kommerziell ab 1976 über längere Zeit eingesetzte zivile Überschallflugzeug. Der Prototyp der sowjetischen Tupolew Tu-144 flog zwar etwas früher, musste danach aber komplett umkonstruiert werden. Die bereits gebauten Flugzeuge führten nur in den Jahren 1977/78 insgesamt 55 Passagierflüge durch.
Besonders große Stückzahlen erreichen Typen für den Kurz- und Mittelstreckenverkehr, historisch zum Beispiel die französische Caravelle, die Boeing 727 oder die Douglas DC-9 (einschließlich ihrer Weiterentwicklung McDonnell Douglas DC-9-80 (MD-80)) oder heute Boeing 737 und Airbus A320.
Im Passagierverkehr auf kurzen Distanzen haben Strahlflugzeuge die Propellerflugzeuge nicht vollständig verdrängt; dort werden mit modernen Turboprop-Antrieben ausgestattete Passagierflugzeuge (z. B. die ATR-Serie) weiterhin eingesetzt und auch gebaut.
Auch im Geschäftsreiseverkehr sind die kleinen „Jets“ seit Jahrzehnten vertreten, beispielsweise mit dem Learjet. Dort sind Varianten in praktisch allen Größen erhältlich; sogar interkontinentale Flüge sind möglich (Gulfstream G500, Bombardier-Global-Familie, Falcon 7X).

Passagierflugzeuge mit Strahlantrieb
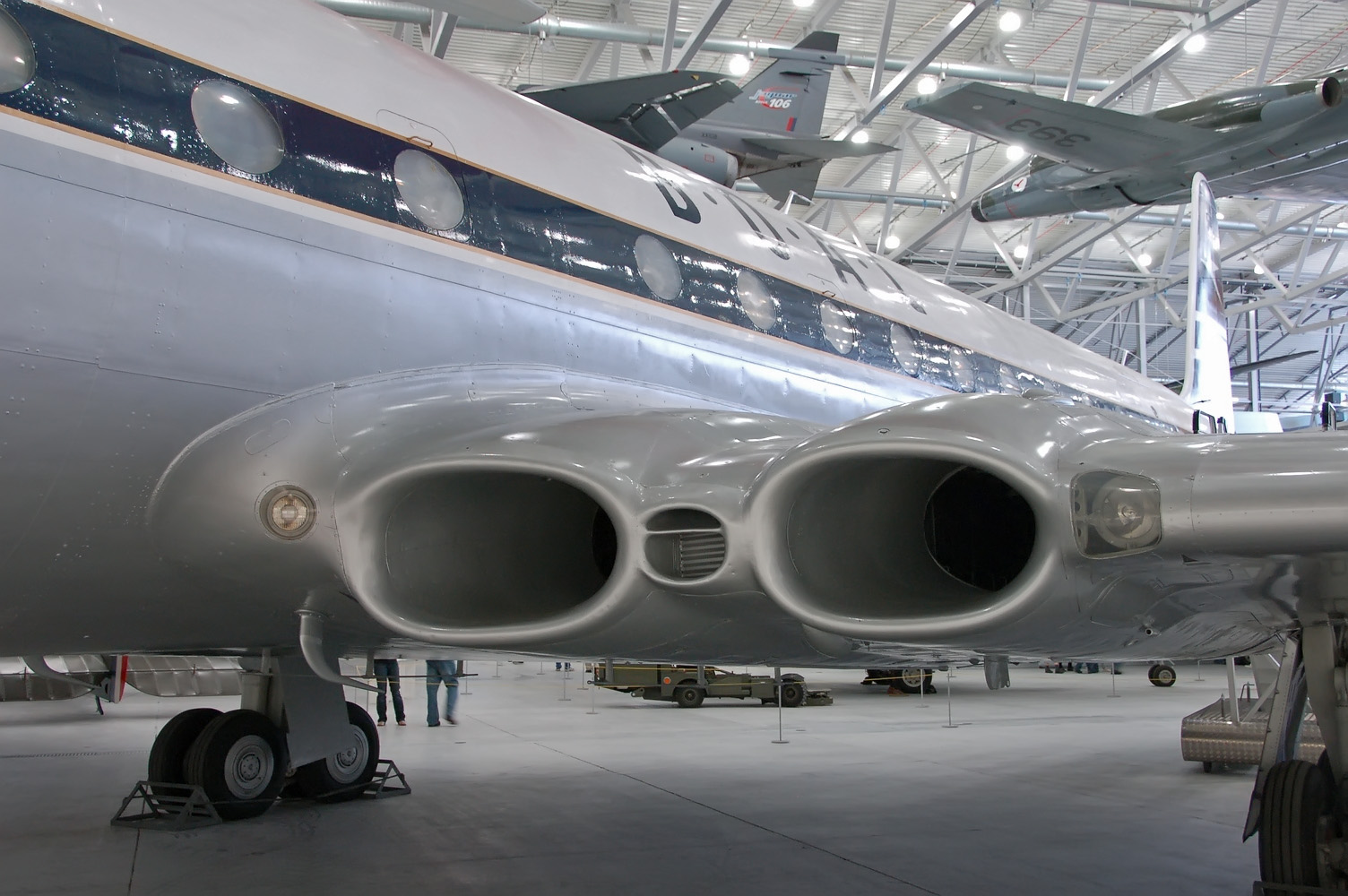
Frühes Passagierflugzeug von 1949, die de Havilland Comet
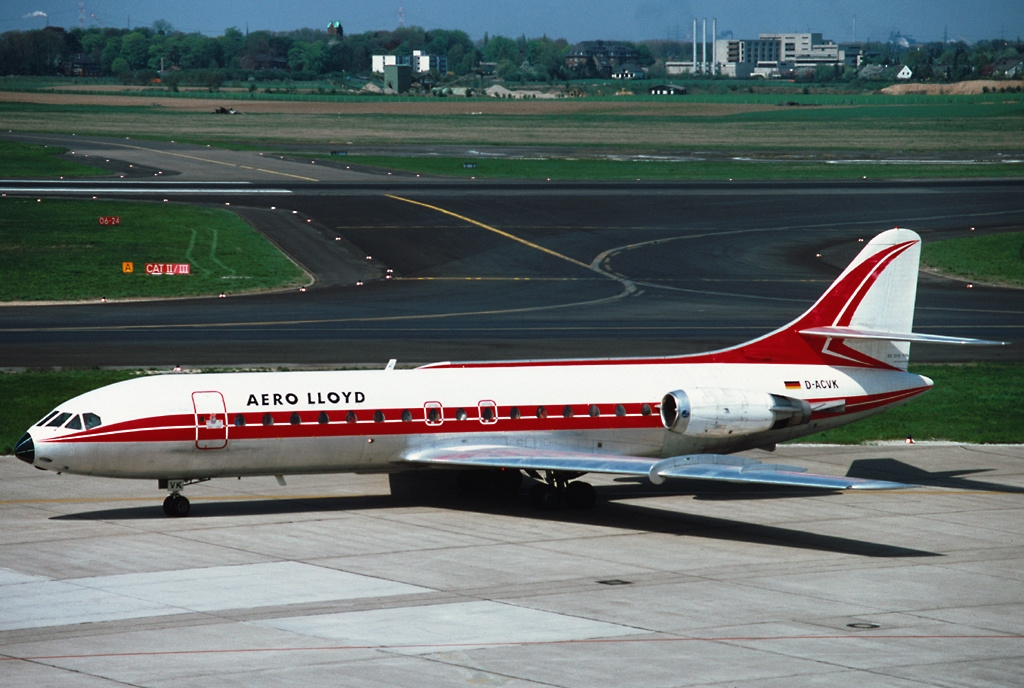
Ebenfalls in den 60ern: die Caravelle
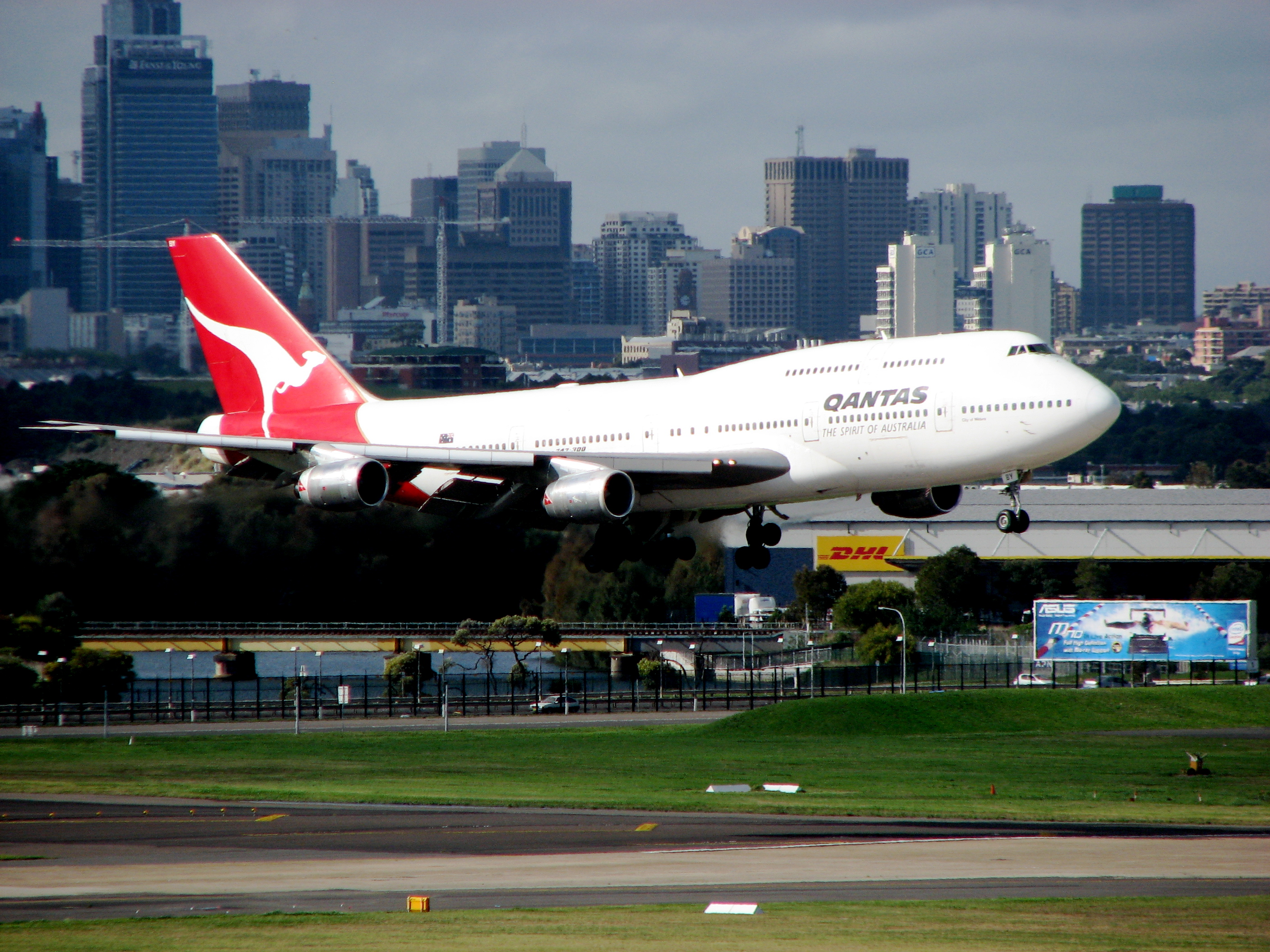
Eines der bekanntesten Flugzeuge überhaupt: Boeing 747
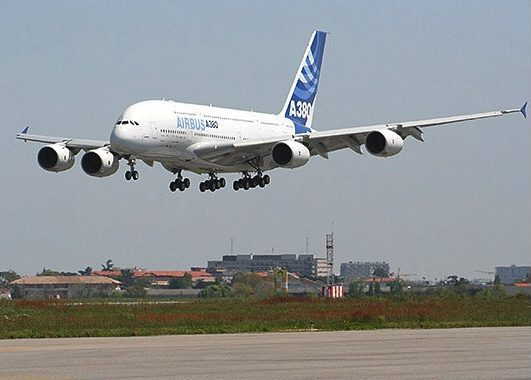
Das größte Passagierflugzeug der heutigen Zeit: Airbus A380
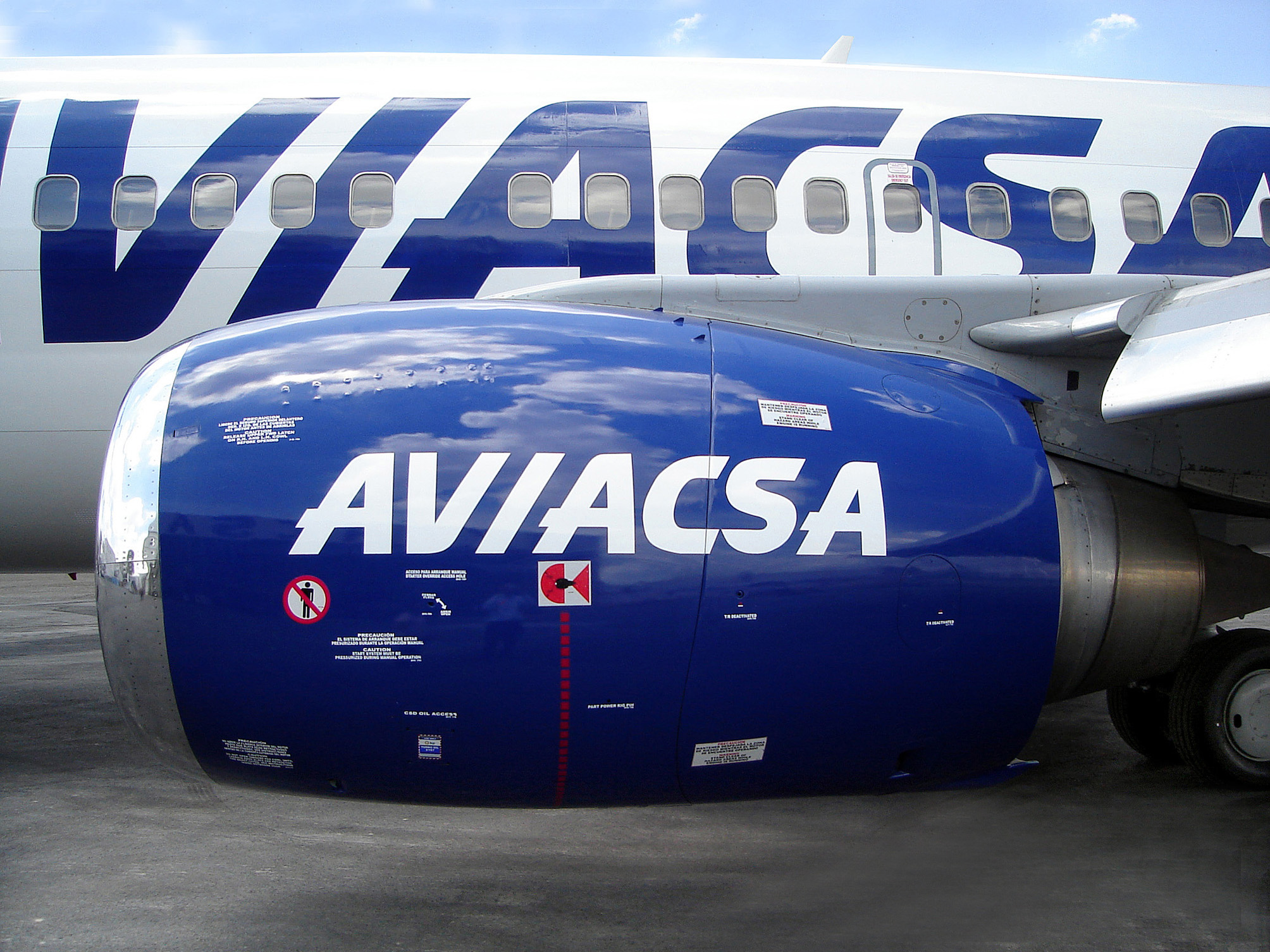
Ein Strahltriebwerk der Boeing 737
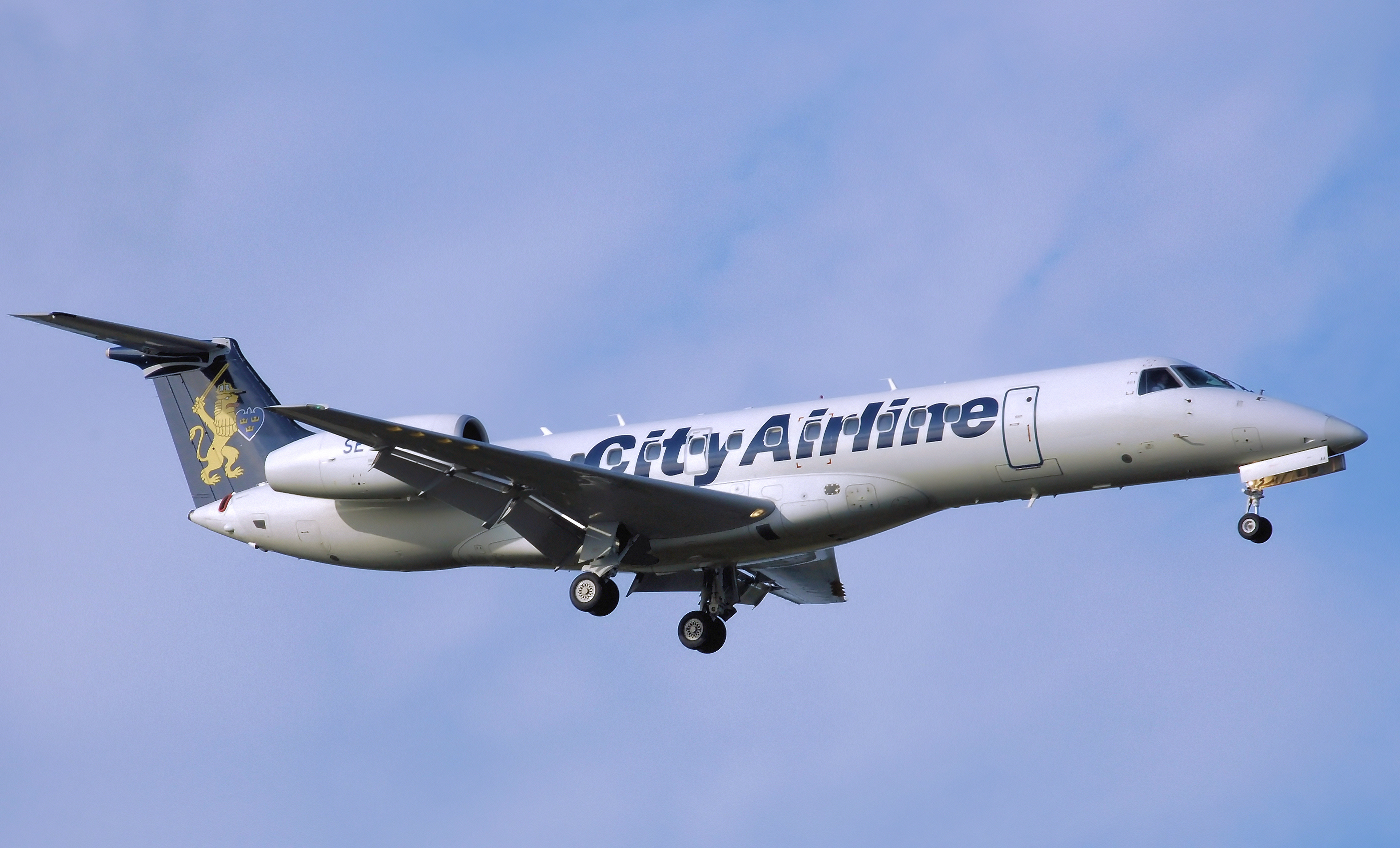
Ein moderner „Kurzstrecken-Jet“: Embraer 145
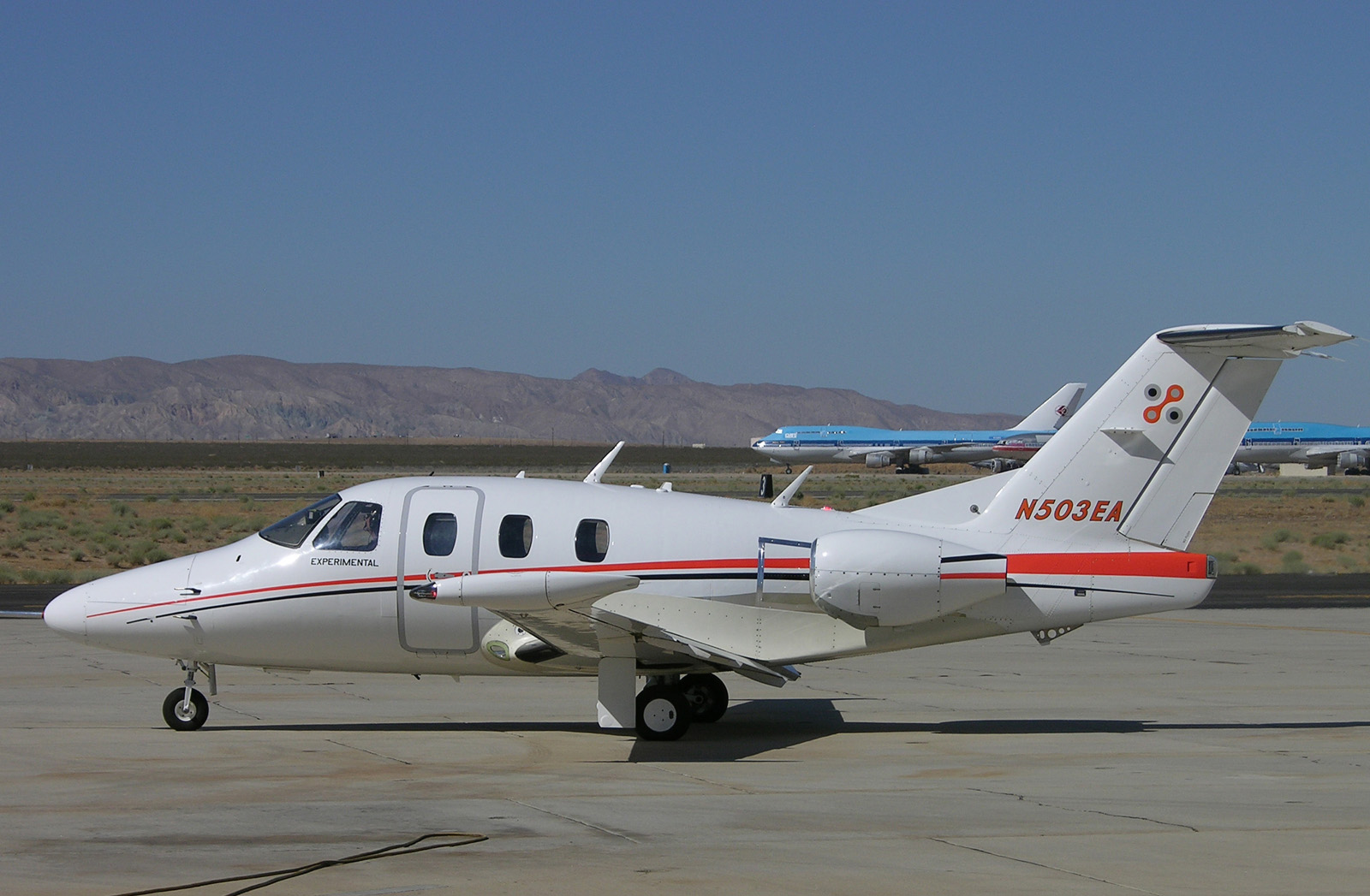
Eclipse 500, ein sehr kleiner „biz jet“ von 2006